# Ray McCallum Jr.
Ray Michael McCallum Jr. (ur. 12 czerwca 1991 w Detroit) – amerykański koszykarz, występujący na pozycji obrońcy, obecnie zawodnik Nanterre 92.
W 2010 poprowadził swoją szkolną drużynę, Detroit Country Day do mistrzostwa stanu Michigan. Wystąpił też w meczu gwiazd amerykańskich szkół średnich – McDonald’s All-American.
Jest synem akademickiego trenera koszykówki Raya McCalluma Sr.
W lipcu 2015 roku trafił w wyniku wymiany do San Antonio Spurs, w zamian za przyszły wybór II rundy draftu. 29 lutego 2016 został zwolniony przez Spurs. 12 marca podpisał 10-dniową umowę z Memphis Grizzlies, następnie 22 marca kolejną. 1 kwietnia Grizzlies zdecydowali się nie przedłużać z nim kontraktu do końca sezonu.
3 lutego 2017 podpisał 10-dniowy kontrakt z Charlotte Hornets. W tym czasie nie wystąpił w żadnym ze spotkań. 1 sierpnia 2017 został zawodnikiem hiszpańskiej Unicaji Malaga.
27 marca 2019 dołączył do hiszpańskiego Cafes Candelas Breogán Lugo. 5 grudnia porozumiał się w sprawie umowy z chińskim Shanghai Sharks.
25 października 2021 został zawodnikiem niemieckiego Hamburg Towers. 28 lutego 2022 dołączył do BCM Gravelines-Dunkerque. 14 sierpnia 2022 zawarł umowę z Legią Warszawa. 19 stycznia 2023 opuścił klub, aby dołączyć ponownie do francuskiego Nanterre 92.

## Osiągnięcia
Stan na 10 lutego 2023, na podstawie, o ile nie zaznaczono inaczej.

### NCAA
- Uczestnik turnieju NCAA (2012)
- Mistrz turnieju konferencji Horizon League (2012)
- Zawodnik roku Horizon League (2013)[15]
- MVP turnieju Horizon League (2012)
- Laureat nagrody – Horizon League Newcomer of the Year (2011)
- Zaliczony do:
  - I składu:
    - All-Horizon League (2012, 2013)
    - turnieju Horizon League (2012)

  - II składu Horizon League (2011)
  - składu Horizon League All-Newcomer Team (2011)
- Lider strzelców Horizon League (2013)

### NBA
- Zwycięzca ligi letniej NBA w Las Vegas z Sacramento Kings (2014)
- MVP finału ligi letniej NBA w Las Vegas (2014)

### Inne
Drużynowe
- Brąz Superpucharu Hiszpanii (2018)

Indywidualne
- Zaliczony do I składu kolejki EBL (15 – 2022/2023)[16]
- Powołany do udziału w meczu gwiazd D-League (2017)[17]

### Reprezentacja
- Uczestnik:
  - Uniwersjady (2011 – 5. miejsce)[18]
  - Nike Global Challenge (2009)